# Джаба Йоселиани
Джаба Константинович Йоселиани (на грузински: ჯაბა იოსელიანი) е грузински политически деятел, военачалник и криминален престъпник. Ръководител на организацията „Мхедриони“, осъден за опит за убийство срещу президента на Грузия Едуард Шеварднадзе.

## Биография
Роден е на 10 юли 1926 година в Тбилиси в бедно семейство. През 1943 г., на 16-годишна възраст, е осъден за кражба, на 5 години затвор. Отново е осъден – на 25 години затвор, за въоръжен грабеж и убийство. В затвора се занимава с литературна дейност. По молба на грузинските културни дейци е освободен предсрочно, когато е на 39 години. След излизането си от затвора Йоселиани завършва вечерно училище, театрален институт, защитава кандидатска и докторска дисертация, чете лекции в Тбилиския театрален институт.
През 1989 г. организира паравоенната организация „Мхедриони“, която взема активно участие в много въоръжени конфликти на територията на Грузия и изиграва ключова роля за идването на власт Едуард Шеварднадзе. Президента Звиад Гамсахурдия заключва Йоселиани в затвора, но само след няколко месеца „Мхедриони“ го превзема с щурм, освободждавайки своя лидер. Йоселиани и Тенгиз Китовани влизат в състава на новосформирания Държавен съвет на Грузия, председател на който е Шеварднадзе. Както казва самия Йоселиани, „във властта влязоха известен вор и неизвестен художник“ (нарича себе си „ВОР“, заради членството си в престъпната организация „Воры в законе“).
„Мхедриони“ започва да се превръща в много влиятелна организация, след смъртта на президента Гамсахурдия. По думи на самия Йоселиани, на негово разположение са бронетранспортьори и танкове. През 1995 г. Шеварднадзе обвинява Йоселиани в „държавна измяна, организиране и покушение на президента на Грузия и няколко убийства“. Дейността на „Мхедриони“ е забранена.
През 1998 г. Йоселиани е осъден на 11 г. лишаване от свобода, но през 2001 г. е помилван от Шеварднадзе. Умира от кръвоизлив в мозъка на 4 март 2003 г.

## Литературни произведения
- „Поезд № 11“, повест, М.: Виконт: Хомли, 1994: Тип. изд-ва „Известия“, 192 стр.; 15 000 бр.
- „Страна Лимония“ / Лиана Татишвили, Тб.: Художник и книга, 2001 г.: Тип. ООО „Август-Принт“, 430 стр.; ISBN 5-901685-17-2, 2000 бр.
- „Три измерения“, М.: Художник и книга, 2001 г., 516 стр.; ISBN 5-901685-18-0, 2000 бр.